# Platja Gran del Futaner
La platja Gran del Futaner és una platja natural del municipi de Llançà (Alt Empordà) situada al Cap Ras, entre la platja Petita del Futaner i la platja de Bramant. Està orientada a l'est, té una longitud de 60 m i una amplada mitjana de 10 m, de sorra de gra mig i un pendent d'entrada a l'aigua moderat. S'hi accedeix a peu pel camí de ronda. És una platja nudista.